# Eudorylas mongolorum
Eudorylas mongolorum är en tvåvingeart som beskrevs av Kuznetzov 1990. Eudorylas mongolorum ingår i släktet Eudorylas och familjen ögonflugor.
Artens utbredningsområde är Mongoliet. Inga underarter finns listade i Catalogue of Life.